# Chikkadanavandi, Shimoga
Chikkadanavandi là một làng thuộc tehsil Shimoga, huyện Shimoga, bang Karnataka, Ấn Độ.